# Товароспособност (ИС)
Товароспособността определя възможността на логическия елемент да управлява определен брой елементи от подобен тип. Този параметър се характеризира с коефициент на разклонение, който се дава като отношение между изходния и входния ток на логическите елементи.